# Giuseppe Saracco
Giuseppe Saracco (Bistagno, 6 de outubro de 1821 — Bistagno, 19 de janeiro de 1907) foi um político italiano. Ocupou o cargo de primeiro-ministro da Itália entre 24 de junho de 1900 até 15 de fevereiro de 1901.